# Suzanne Anton
Pour les articles homonymes, voir Anton.
Suzanne Anton, née le 31 mai 1952, est une politicienne canadienne. Elle est ministre de la justice et procureur général de la Colombie-Britannique de 2013 à 2017. Elle est élue à l'Assemblée législative de la Colombie-Britannique lors des élections générales britanno-colombiennes de 2013 au sein du Parti libéral de la Colombie-Britannique pour la circonscription de Vancouver-Fraserview à la suite d'une carrière au niveau municipal. Avant sa carrière politique, elle est avocate et procureure en matière criminelle en Colombie-Britannique. Elle est défaite lors des élections générales britanno-colombiennes de 2017 par George Chow,,,.

## Annexe